# Börln
Börln ist ein Ortsteil der Stadt Dahlen im Landkreis Nordsachsen in Sachsen.

## Geografie und Verkehrsanbindung
Der Ort liegt nordwestlich der Kernstadt Dahlen an den Kreisstraßen K 8921 und K 8904. Unweit südwestlich des Ortes verläuft die K 8980.

## Kulturdenkmale
In der Liste der Kulturdenkmale in Dahlen (Sachsen) sind für Börln 15 Kulturdenkmale aufgeführt, darunter
- das Schloss Börln